# Epidendrum guillermoi
Epidendrum guillermoi là một loài thực vật có hoa trong họ Lan. Loài này được P.Ortiz mô tả khoa học đầu tiên năm 2007.